# Irma Cordero
Irma Cordero Bonilla (Pisco, 8 de marzo de 1942-Lima, 16 de noviembre de 2019) fue una destacada voleibolista peruana que destacó en los años 60 y 70 bajo la dirección técnica de Kato Akira.

## Biografía
Jugó en varios equipos locales como el Club Regatas donde obtuvo el Campeonato Nacional Interclubes en 1973.
Fue varias veces campeona sudamericana y subcampeona panamericana de voleibol en los años sesenta y setenta. Participó en los Juegos Olímpicos de México 1968 y en la primera Copa del Mundo de 1973, en donde Perú obtendría el cuarto puesto en ambas competiciones bajo la dirección de Akira Kato. Participó con la selección hasta el Campeonato Mundial de URSS 1978.
Irma ayudó a popularizar el voleibol en el Perú con numerosas giras que hizo con la selección a provincias. Trabaja de asistente de la selección juvenil de voleibol de Perú. También trabaja como entrenadora de vóley del Colegio San Silvestre.
El 16 de noviembre de 2019, la Federación Peruana de Voleibol confirmó la noticia de su fallecimiento, la exvoleibolista tenía al momento de su deceso 77 años.

## Trayectoria
- 1967: Subcampeón Panamericano
- 1967: Campeón Sudamericano Santos
- 1967: 4.º puesto Campeonato Mundial Japón
- 1968: 4.º puesto Olimpiadas de México
- 1969: Subcampeón Sudamericano Caracas
- 1970: 14.º puesto Campeonato Mundial Bulgaria
- 1971: Subcampeón Panamericano
- 1971: Campeón Sudamericano Montevideo
- 1973: Campeón Sudamericano Bucaramanga
- 1973: 4.º puesto Copa del Mundo Uruguay
- 1974: 8.º puesto Campeonato Mundial México
- 1975: Subcampeón Panamericano
- 1975: Campeón Sudamericano Asunción
- 1976: 7.º puesto Olimpiadas de Montreal